# UN-Sachverständiger zur zentralafrikanischen Republik
Die Stelle des UN-Sachverständigen zur Menschenrechtssituation in der Zentralafrikanischen Republik (engl.: Independent Expert on the situation of human rights in Central African Republic) wurde 2013 vom UN-Menschenrechtsrat geschaffen, um die problematische Menschenrechtssituation in der Zentralafrikanischen Republik (ZAR) im seit 2012 tobenden Bürgerkrieg zu beobachten und Empfehlungen für Verbesserungen abzugeben.

## Vorgeschichte
Die Zentralafrikanische Republik wurde 1960 von Frankreich unabhängig. In der Folge gab es regelmäßig gewaltsame Machtwechsel. Die jeweilige Regierungselite verkaufte Konzessionen zur Ausbeutung der reichhaltigen Rohstoffe wie Diamanten, Gold, Eisen, Kupfer, Uran, Zinn, Braunkohle, Graphit, Ilmenit, Kyanit, Mangan, Monazit, Quarz und Rutil an ausländische Konzerne, während die Bevölkerung verarmte. Während Konflikte lange entlang von ethnischen bzw. Clangrenzen abliefen, traten in dem überwiegend christlich geprägten Land ab 2007 muslimische Milizen aus dem Norden auf den Plan. Ab 2012 marschierte die Séléka auf die Hauptstadt Bangui und vertrieb den Präsidenten François Bozizé außer Landes. In den überwiegend christlich geprägten Regionen formierten sich aus schon existierenden dörflichen Selbstverteidigungsgruppen die Anti-Balaka. Eine auf internationalen Druck zustandegekommene Übergangsregierung aus Angehörigen der Séléka, der Anti-Balaka wie auch der gestürzten Bozizé-Regierung konnte das Land nicht befrieden. Gruppen der Séléka zogen marodierend durchs Land. Die Auseinandersetzungen eskalierten rasch zu einem blutigen Konflikt. Es kam zu Hetzjagden gegen Muslime, denen vielfach pauschal vorgeworfen wurde, die Séléka zu unterstützen, sie wurden brutal verfolgt, ermordet und vertrieben.
Der UN-Sicherheitsrat beschloss 2014 mit der Resolution 2149 die Entsendung der Blauhelmmission MINUSCA in die ZAR.

## Mandat
Der UN-Menschenrechtsrat richtete 2013 mit seiner Resolution A/HRC/RES/24/34 die Stelle des UN-Sachverständigen zur zentralafrikanischen Republik ein. Diese wird seither regelmäßig durch Folgebeschlüsse bestätigt. Der Sachverständige soll die Menschenrechtssituation im Land dokumentieren und Empfehlungen für Verbesserungen aussprechen. Er legt jedes Jahr Berichte beim Menschenrechtsrat und bei der UN-Generalversammlung vor.
Der Sachverständige soll unparteiisch sowohl die Regierung der Zentralafrikanischen Republik bei der Erfüllung ihrer Menschenrechtsverpflichtungen helfen wie auch den anderen gesellschaftlichen Gruppen Beratung und Unterstützung anbieten.
Der Sachverständige ist kein Mitarbeiter der Vereinten Nationen, er ist ehrenamtlich tätig und in der Ausgestaltung seines Amtes frei und nicht an Weisungen gebunden. Für ihn gilt ein vom UN-Menschenrechtsrat verabschiedeter Verhaltenskodex. Die Amtszeit seines Mandats ist auf maximal zweimal drei Jahre begrenzt.

## Amtsinhaber
- 2014–2019: Marie-Thérèse Keita Bocoum  Elfenbeinküste
- seit 2019: Yao Agbetse  Togo

## Publikationen
- Situation of human rights in the Central African Republic – Report of the Independent Expert on the situation in the Central African Republic , 28. Oktober 2022